# Vigla

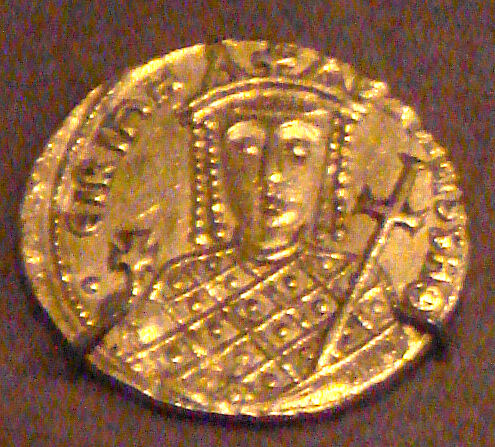
Sólido de oro con la emperatriz Irene de Atenas (r. 797-802), quien podría haber creado la tagma de la Vigla.

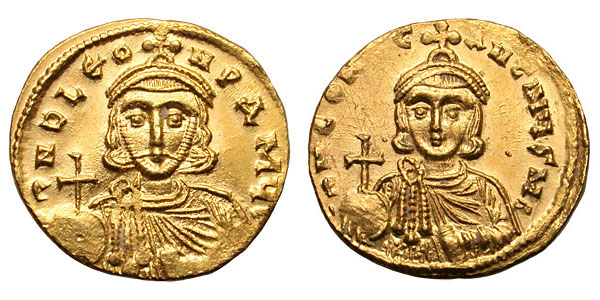
Sólido de oro con la efigie de Constantino V (r. 741-775) y su padre León III el Isaurio (r. 717-741).

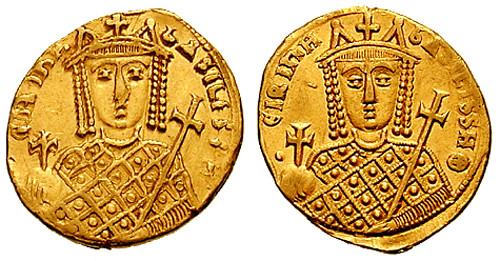
Sólidos con la efigie de Irene de Atenas.

La Vigla (en griego: Βίγλα, 'guardia', del latín: vigilia), también conocida como Arithmos o Aritmos (en griego: Ἀριθμός, 'número') y en español como "guardia", fue una de los tagmata de élite del ejército bizantino. Fue establecida en la segunda mitad del siglo VIII y sobrevivió hasta finales del siglo XI. Junto con el regimiento de los Noumeroi, la Vigla formó la guardia del palacio imperial de Constantinopla y fue responsable de la seguridad del emperador bizantino en las expediciones militares.

## Historia
La Vigla fue la tercera de los tágmata imperiales que fueron establecidas, con su mando atestiguado por primera vez en 791. Ambos nombres derivan de la terminología latina del ejército romano tardío: el término vigilia fue aplicado desde el siglo IVa cualquier tipo de destacamento de guardia, mientras que aritmos es la traducción griega del latín Numerus. Ambas palabras se utilizan en un sentido genérico para 'regimiento'. En fuentes literarias, el término Vigla es más común que Arithmos, y también es el título utilizado en los sellos de los comandantes de la unidad.
La fecha exacta de su creación está en discusión entre los historiadores modernos del ejército bizantino: el bizantinista John Haldon considera que la Vigla fue establecida como un tagma por la emperatriz Irene en la década de 780 a partir de una brigada provincial, pero Warren Treadgold apoya su creación al mismo tiempo que los dos primeros tágmatas, Scholai ('Escolares') y Exkoubitoi ('Excubitores'), del emperador Constantino V (r. 741–775) a mediados del siglo VIII. Si la primera hipótesis es cierta, entonces el establecimiento de la Vigla por parte de Irene puede haber tenido como objetivo el contrarrestar los dos tágmatas más antiguos, que permanecieron leales a la iconoclasia y no apreciaron las políticas iconófilas de Irene.
Por su parte, la unidad provincial del origen de la Vigla sería mucho más antigua. La presencia de títulos arcaicos romanos tardíos para sus oficiales apunta a un origen, posiblemente como una vexillatio de caballería, en el antiguo ejército romano oriental antes de las conquistas musulmanas del siglo VII. John B. Bury ha rastreado un linaje hipotético hasta principios del siglo V con las vexillationes palatinae de los Comites Arcadiaci (condes de Arcadio), los Comites Honoriaci (condes de Honorio) y los Equites Theodosiaci (équites de Teodosio). Junto con muchos otros tagmas, la Vigla desapareció en las décadas de crisis a finales del siglo XI, mencionándose por última vez en 1094.
Como su nombre indica, a la Vigla se le asignó tareas de guardia, tanto en el palacio imperial como en campaña. A diferencia de los otros tágmatas de caballería, que en su mayoría estaban estacionados fuera de Constantinopla, en Tracia y Bitinia, las Vigla tenían una presencia significativa en la capital. Allí, su tarea era proteger el palacio imperial, junto con los tágmatas de infantería, menos prestigiosos, Noumeroi (responsables también de las prisiones del palacio) y Teicheiotai (que custodiaban las murallas de la ciudad). Más específicamente, dentro de Constantinopla, la Vigla protegía el más expuesto perímetro occidental del recinto del Palacio y mantuvo una guarnición permanente en el Hipódromo Cubierto, quedándose allí incluso cuando el resto de la unidad estaba en campaña. También garantizaba la seguridad del emperador mientras estaba fuera del Palacio. Como comandante del regimiento, el droungarios tēs viglas (δρουγγάριος τῆς βίγλας, "Drungario de la guardia") siempre asistió al emperador, por lo que la Vigla podía ir campaña sin él, en cuyo caso quedaba bajo las órdenes del Doméstico de las Escuelas. En expediciones dirigidas por el propio emperador, el drungario era responsable de la seguridad en el campo de batalla y especialmente de la guardia nocturna, la transmisión de las órdenes del emperador, de la vanguardia, retaguardia y flanco durante las marchas, y de la vigilancia de los prisioneros de guerra.
En comparación con los otros tres tágmatas 'clásicos' de Scholai, Exkoubitoi e Hikanatoi, la Vigla es mencionada con poca frecuencia en las fuentes históricas de los siglos IX y X. Esto posiblemente se deba a los deberes y el papel peculiares del regimiento en campaña, ya que era responsable de la seguridad interna del campo imperial, en lugar de una formación de línea de batalla. El regimiento también pudo haber sido numéricamente mucho más pequeño que los otros tágmatas. Está registrado que los miembros de la unidad participaron en una campaña en el sur de Italia en 935 y en la expedición al Emirato de Creta de 949, pero las fuentes guardan silencio sobre su posterior historia y eventual disolución.

## Organización
Al igual que con los otros tágmatas, el tamaño de la unidad es motivo de controversia. Mientras que Warren Treadgold considera que los tágmatas tenían un número estándar de 4.000 hombres cada uno, otros académicos, y en particular John Haldon, argumentan a favor de un tamaño mucho menor de alrededor de 1.000 hombres. Sin embargo, la estructura de los tágmatas imperiales, era uniforme y está bien atestiguada, con pequeñas variaciones, principalmente en titulatura, que reflejan los diferentes orígenes de las unidades.
Excepcionalmente entre los tágmatas, y tal vez reflejo de su origen, ya que era más común en el siglo VI, el comandante de la Vigla llevaba el título de droungarios, traducido normalmente como 'Drungario de la guardia'. El primer titular conocido de este cargo fue Alejo Mosele en 791. Debido a su proximidad con el emperador, los drungarios solían ser un ayudante cercano y de confianza, así como uno de los principales oficiales militares del estado. En el siglo X, el cargo fue otorgado a algunos de los descendientes más distinguidos de la aristocracia militar bizantina, pero a partir de alrededor de 1030, se transformó en un cargo civil con responsabilidades judiciales. Con esta función, sobrevivió mucho más allá de la desaparición del regimiento y hasta el final del período Paleólogo.
Debajo de los drungarios estaban uno o dos topoteretaii (singular, topoteretés, τοποτηρητής, literalmente, 'teniente'), un chartoularios (χαρτουλάριος [τοῦ ἀριθμοῦ], cartulario) como jefe de la secretaría del comandante, y el akolouthos (acóluto), un título único para la Vigla, pero que se corresponde con oficiales subalternos similares, el proximos de la Scholai y el protomandator de Exkoubitoi. La unidad se dividió en veinte banda (singular, bandon, βάνδον, del latín: bandum, 'estandarte'), cada una teóricamente con 50 hombres, comandada por un komes (κόμης [τοῦ ἀριθμοῦ], 'conde [de los aritmos]'). A su vez, cada uno de estos comandaba cinco kentarchoi (singular, kentarchos, κένταρχος, 'centurión').
Entre los rangos más bajos dentro de cada tagma había otras dos clases de oficiales subalternos, los bandoforoi (βανδοφόροι, 'portadores de estandartes') y los mandatores (μανδάτορες, 'mensajeros'). Cada tagma contaba con cuarenta bandoforoi, divididos en cuatro clases diferentes de diez, con títulos diferentes en cada unidad. Para la Vigla en particular, estos títulos se remontan a los rangos estándares de caballería romana  de los siglos V y VI: bandoforoi, labourisioi (λαβουρίσιοι, una corrupción de labarēsioi del siglo VI, 'portadores del labarum'), semeioforoi (σημειοφόροι, 'portadores de una insignia', comparar con la semafori romana tardía) y los doukiniatores (δουκινιάτορες, nuevamente una corrupción del latín ducenarii del ejército romano tardío). La Vigla también tiene la particularidad de tener varios grados de mensajeros: junto a los mandatores ordinarios presentes en las otras unidades, incluía legatarioi (λεγατάριοι, 'legados'), thyroroi (θυρωροί, 'porteros'), skoutarioi (σκουτάριοι, 'portadores de escudos') y los diatrechontes (διατρέχοντες, 'corredores'). Solo se conoce un puñado de oficiales subalternos de la Vigla por los sellos de plomo de su cargo.